# 山上道及
山上 道及（やまがみ どうきゅう）は、戦国時代から江戸時代初期にかけての武士。諱は氏秀。

## 生涯
上州八家の一つ山上氏に生まれ、上杉憲政及び長野業正の許、山上城主となるが弘治元年（1555年）、北条氏康に追われる。その後、足利の長尾当長を頼るが当長が北条氏康に降ると、氏秀（道及）は下野国佐野氏13代当主･佐野泰綱の家臣となる。
佐野家は、永禄3年（1560年）、足利義氏に従い北条氏康の家臣となり上杉謙信に対抗したが、同7年（1564年）佐竹氏・宇都宮氏の仲介を受けて謙信に降伏、色部勝長に佐野在番として受け入れている。天正2年（1574年）に15代当主･佐野昌綱が死去すると嫡子･宗綱が家督を継承し、上杉氏からの独立を図る。天正6年（1578年）、謙信が死去すると今度は、佐竹氏と結んで北条氏と対立している。この数々の戦いの間に、道及は重臣に取り立てられ佐野四天王の一角まで登り詰めた。
天正9年（1581年）、免鳥の合戦の後、道及は武者修行と称し佐野家を出奔し、上方で天徳寺宝衍（佐野房綱）と再会する。天正10年（1582年）、甲斐武田氏滅亡により上野に織田氏の重臣・滝川一益が入国すると、宝衍はこれに同行、近臣として重用されていたが、同年6月2日本能寺の変が勃発、一益が伊勢国へ脱出すると宝衍も佐野家へ帰還する。同時期に道及も佐野家へ戻っている。また、天正12年（1584年）に佐野氏が佐竹氏と共に後北条氏と戦った沼尻の合戦後には佐竹義久の依頼を受けて佐竹陣営を代表して羽柴秀吉の許に派遣されている。
天正13年（1585年）元旦、宗綱が戦死すると、佐野家中では御家安泰のために、北条氏康の子･氏忠を養嗣子に迎えて後を継がせようという意見があった。しかし、佐野一族の一人である宝衍は佐竹義重の子を迎えることを主張し、道及と共に佐竹派を形成する。この過程で道及は上洛、天正14年（1586年）5月25日に羽柴秀吉から惣無事令を入手、使者として奥州、関東の領主の許に使者として赴いている（秋田藩家蔵文書）。この対立は11ヶ月にも及ぶが、北条氏は4月と8月に佐野攻めを行っており、11月10日には北条氏忠が正式に佐野氏を継承し、宝衍・道及は佐野家を出奔し中央に出て秀吉に仕えるようになる。なお5月25日の書状において羽柴秀吉は「佐野のことについては異議がないことは尤もである」と述べているが、これについて、5月25日の文書は羽柴秀吉は佐竹氏の佐野家家督継承を認める裁定と惣無事令を関東諸将に伝えるものであったという説と、道及は既に出奔して秀吉に仕えており5月25日の文書は秀吉家臣としての立場から北条（佐野）氏忠の佐野氏継承を認める裁定を関東諸将に伝えるものであったという説とがある。
天正18年（1590年）、秀吉は宝衍に対し関八州の詳細図の作成を命ずる。宝衍は、道及に絵図作成を依頼。福地、田口、高山、浅野ら諸将と共に、関東諸国の山河、城、街道を詳細に色分けして描き、加藤清正に提出した。そのときの下野部分の下書き絵図が佐野椿田の福地家に伝えられている。同年6月の小田原征伐においては、佐野家に対する宝衍と道及の呼びかけに対し、少数の兵しか集まらなかったが奮戦し、北条氏没落後、佐野（北条）氏忠の領地である3万9,000石の所領及び家督を、天徳寺宝衍が継ぐことを許された。
その後の詳細は不明であるが、慶長3年（1598年）上杉景勝の会津120万石加増移封の際、新規召しかかえ牢人の中に、関東牢人、山上道及、首供養度度仕候由と記載されており、晩年は上杉家に属していた。